# Canoagem nos Jogos Olímpicos de Verão de 2012 - K-2 200 m masculino
A competição do K-2 200 m masculino da canoagem nos Jogos Olímpicos de Verão de 2012 realizou-se nos dias 10 e 11 de agosto no Eton Dorney.

## Calendário
Horário local (UTC+1)
| Dia          | Horário | Fase          |
| ------------ | ------- | ------------- |
| 10 de agosto | 10:47   | Eliminatórias |
| 10 de agosto | 12:12   | Semifinal     |
| 11 de agosto | 10:41   | Final         |

## Medalhistas
| Ouro   | RUS Yury Postrigay e Aleksandr Dyachenko |
| Prata  | BLR Roman Petrushenko e Vadzim Makhneu   |
| Bronze | GBR Liam Heath e Jon Schofield           |

## Resultados

### Eliminatórias
Os cinco melhores colocados em cada bateria avançam as semifinais, enquanto que os demais classificados avançam para a final B.

#### Eliminatória 1
| Pos. | Nome                               | CON             | Tempo  | Notas |
| ---- | ---------------------------------- | --------------- | ------ | ----- |
| 1    | Yury Postrigay Aleksandr Dyachenko | RUS Rússia      | 32.321 | Q     |
| 2    | Ronald Rauhe Jonas Ems             | GER Alemanha    | 32.905 | Q     |
| 3    | Arnaud Hybois Sébastien Jouve      | FRA França      | 32.933 | Q     |
| 4    | Ryan Cochrane Hugues Fournel       | CAN Canadá      | 33.407 | Q     |
| 5    | Ionuț Mitrea Bogdan Mada           | ROU Romênia     | 33.978 | Q     |
| 6    | Alexey Dergunov Yevgeni Alexeyev   | KAZ Cazaquistão | 34.254 |       |
| –    | Fernando Pimenta Emanuel Silva     | POR Portugal    |        | DNS   |

#### Eliminatória 2
| Pos. | Nome                                    | CON              | Tempo  | Notas |
| ---- | --------------------------------------- | ---------------- | ------ | ----- |
| 1    | Roman Petrushenko Vadzim Makhneu        | BLR Bielorrússia | 33.129 | Q     |
| 2    | Liam Heath Jon Schofield                | GBR Grã-Bretanha | 33.364 | Q     |
| 3    | Miguel Correa Rubén Voisard             | ARG Argentina    | 33.623 | Q     |
| 4    | Stephen Bird Jesse Phillips             | AUS Austrália    | 34.120 | Q     |
| 5    | Krists Straume Aleksejs Rumjancevs      | LAT Letônia      | 34.447 | Q     |
| 6    | Momotaro Matsushita Hiroki Watanabe     | JPN Japão        | 34.669 |       |
| 7    | Olivier Cauwenbergh Laurens Pannecoucke | BEL Bélgica      | 35.297 |       |

### Semifinais
Os quatro melhores em cada semifinal avançam para a final A, enquanto que os demais classificados avançam para a final B.

#### Semifinal 1
| Pos. | Nome                               | CON              | Tempo  | Notas |
| ---- | ---------------------------------- | ---------------- | ------ | ----- |
| 1    | Yury Postrigay Aleksandr Dyachenko | RUS Rússia       | 32.051 | Q, OB |
| 2    | Liam Heath Jon Schofield           | GBR Grã-Bretanha | 32.940 | Q     |
| 3    | Miguel Correa Rubén Voisard        | ARG Argentina    | 33.105 | Q     |
| 4    | Ryan Cochrane Hugues Fournel       | CAN Canadá       | 33.500 | Q     |
| 5    | Ionuț Mitrea Bogdan Mada           | ROU Romênia      | 34.253 |       |

#### Semifinal 2
| Pos. | Nome                               | CON              | Tempo  | Notas |
| ---- | ---------------------------------- | ---------------- | ------ | ----- |
| 1    | Roman Petrushenko Vadzim Makhneu   | BLR Bielorrússia | 32.641 | Q     |
| 2    | Ronald Rauhe Jonas Ems             | GER Alemanha     | 32.662 | Q     |
| 3    | Arnaud Hybois Sébastien Jouve      | FRA França       | 32.668 | Q     |
| 4    | Stephen Bird Jesse Phillips        | AUS Austrália    | 34.071 | Q     |
| 5    | Krists Straume Aleksejs Rumjancevs | LAT Letônia      | 34.140 |       |

### Finais

#### Final B
| Pos. | Nome                                    | CON             | Tempo  | Notas |
| ---- | --------------------------------------- | --------------- | ------ | ----- |
| 1    | Alexey Dergunov Yevgeni Alexeyev        | KAZ Cazaquistão | 35.494 |       |
| 2    | Momotaro Matsushita Hiroki Watanabe     | JPN Japão       | 35.739 |       |
| 3    | Krists Straume Aleksejs Rumjancevs      | LAT Letônia     | 36.110 |       |
| 4    | Olivier Cauwenbergh Laurens Pannecoucke | BEL Bélgica     | 36.336 |       |
| 5    | Ionuț Mitrea Bogdan Mada                | ROU Romênia     | 46.495 |       |

#### Final A
| Pos.              | Nome                               | CON              | Tempo  | Notas |
| ----------------- | ---------------------------------- | ---------------- | ------ | ----- |
| Medalha de ouro   | Yury Postrigay Aleksandr Dyachenko | RUS Rússia       | 33.507 |       |
| Medalha de prata  | Roman Petrushenko Vadzim Makhneu   | BLR Bielorrússia | 34.266 |       |
| Medalha de bronze | Liam Heath Jon Schofield           | GBR Grã-Bretanha | 34.421 |       |
| 4                 | Arnaud Hybois Sébastien Jouve      | FRA França       | 35.012 |       |
| 5                 | Miguel Correa Rubén Voisard        | ARG Argentina    | 35.271 |       |
| 6                 | Stephen Bird Jesse Phillips        | AUS Austrália    | 35.315 |       |
| 7                 | Ryan Cochrane Hugues Fournel       | CAN Canadá       | 35.396 |       |
| 8                 | Ronald Rauhe Jonas Ems             | GER Alemanha     | 35.405 |       |